# Pellevoisin
Pellevoisin is een gemeente in het Franse departement Indre (regio Centre-Val de Loire) en telt 879 inwoners (2005). De plaats maakt deel uit van het arrondissement Châteauroux.

## Geografie
De oppervlakte van Pellevoisin bedraagt 25,4 km², de bevolkingsdichtheid is 34,6 inwoners per km².

## Verkeer en vervoer
In de gemeente ligt spoorwegstation Pellevoisin.
De onderstaande kaart toont de ligging van Pellevoisin met de belangrijkste infrastructuur en aangrenzende gemeenten.

## Demografie
Onderstaande figuur toont het verloop van het inwonertal (bron: INSEE-tellingen).

## Geschiedenis
Van 14 februari t/m 8 december 1876 verscheen in Pellevoisin de Heilige Maagd Maria aan de 32-jarige Estelle Faguette, die op dat moment stervende is. In totaal zou zij 15 keer als Onze-Lieve-Vrouw van Genade verschenen zijn. Bij de vijfde verschijning geneest Estelle van tuberculose en acute peritonitis (buikvliesontsteking). Tegenwoordig is er een jaarlijkse bedevaart tijdens het laatste weekend van augustus waarbij 15.000 bezoekers zich verzamelen bij het Sanctuaire Notre-Dame de Pellevoisin.